# Фински Кало језик
Фински Кало језик је језик ромске језичке породице и подгрупа индоевропских језика. Повезан је са скандороманским или англороманским језиком, али нису међусобно разумљиви. 

## Историјат
Фински Кало језик се учи у школама од касних 1980-их, а неки факултетски курсеви су били доступни од 1970-их. Године 2012. га је 30% од 13.000 Рома у Финској говорило течно, док га је око 50% могло да разуме. Данас има 6000—10.000 говорника и многи млади га не знају. Већина говорника је из старијих генерација, а око две трећине Рома у Финској га још увек говори. Било је и неких покушаја да се овај језик оживи па су израђени речници и граматика и неки Универзитети га садрже као курс. Фински Кало језик има неке сличности са ромским језицима у Мађарској где је акценат стављен на први слог речи јер финске и мађарске речи имају фиксни почетни нагласак. У Рованиемију постоје језичка гнезда, а у Хелсинкију су основани курсеви ромског језика. У Финској општине могу успоставити курсеве ромског језика ако постоји довољна потражња, иако је било проблема због недостатка ресурса. Фински Роми у Шведској имају право на кало и финско образовање. Фински Кало језик има осам парова дугих и кратких самогласника чија дужина може бити фонемска или алофонијска, девет завршних и три уводна дифтонга и сугласничке фонеме.